# M4 (Aserbaidschan)
Die M4 ist eine Fernstraße in Aserbaidschan. Die Straße verläuft in Ost-West-Richtung durch das Zentrum des Landes, von Baku nach Mingəçevir, und in einiger Entfernung parallel zur M2.

## Geschichte
Die M4 war bis zum Jahre 2008 ein Teil der M1. Im Jahr 2008 wurde sie umgewidmet und ist seither als M4 ausgeschildert.
Die Straße war früher Teil der Hauptstraße zwischen Baku und Tiflis zu Zeiten der Sowjetunion. Sie wurde in den 1970er und 1980er Jahren ausgebaut. Zusätzlich wurden einige Umgehungsstraßen neu errichtet. Die Strecke führt auf einen 800 Meter hohen Pass.

## Ortschaften an der Strecke
- Baku
- Ahsu
- Mingəçevir